# Weinbau in der Slowakei

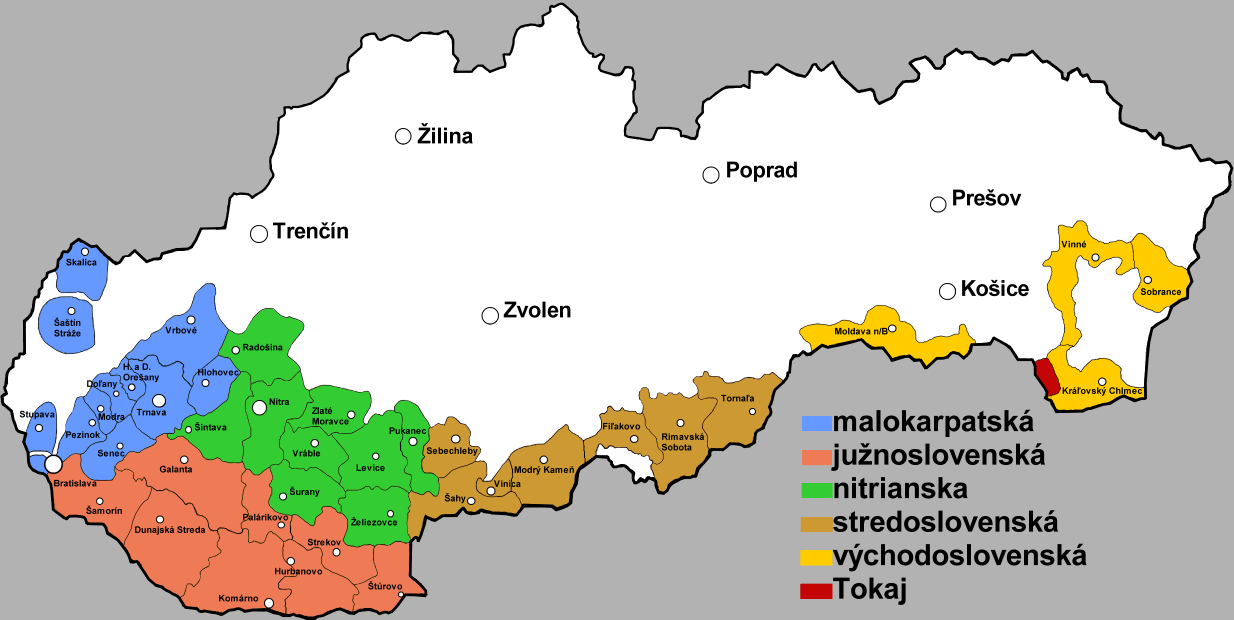
Weinbaugebiete in der Slowakei

Weinbau in der Slowakei wird vor allem im Süden an der Grenze zu Ungarn und im Westen entlang der Grenze zu Tschechien betrieben. Die Rebfläche in der Slowakei betrug im Jahr 2000 rund 28.300 Hektar.

## Gebiete
Es gibt die Weinbaugebiete Malokarpatská vinohradnícka oblasť (nördlich von Bratislava), Kleine Karpaten im Westen des Landes, Južnoslovenská vinohradnícka oblasť östlich von Bratislava, im Süden des Landes, Nitrianska vinohradnícka oblasť (Neutra) ebenfalls im Süden, Stredoslovenská vinohradnícka oblasť (Zentralslowakei), Východoslovenská vinohradnícka oblasť im Osten rund um die Stadt Košice, sowie Tokajská vinohradnícka oblasť, das Tokajer Weingebiet im Südosten.

## Traditionelle Begriffe gemäß Verordnung (EG) Nr. 401/2010 Artikel 40
„Mladé víno“ ist ein slowakischer Wein garantierten Ursprungs. Der Wein muss vor Ablauf des Kalenderjahres, in dem die zur Weinbereitung verwendeten Trauben geerntet wurden, in Flaschen abgefüllt werden. Das Inverkehrbringen des Weins ist ab dem ersten Montag im November desselben Erntejahres gestattet.
„Archívne víno“ ist ein slowakischer Wein garantierten Ursprungs. Der Wein ist nach der Ernte der zur Weinbereitung verwendeten Trauben mindestens drei Jahre lang gereift.
„Panenská úroda“ ist ein slowakischer Wein garantierten Ursprungs. Die zur Erzeugung verwendeten Trauben stammen aus der ersten Ernte einer Rebfläche. Die erste Ernte ist diejenige des dritten oder spätestens vierten Jahres nach dem Anpflanzen.